# Mariannes noires

Mariannes noires  est un documentaire français réalisé par Mame-Fatou Niang et Kaytie Nielsen, sorti en 2016 au cinéma. Ce film questionne le fait d'être noire et française.

## Synopsis
Sept Françaises d’origine africaine et caribéenne parlent de leur quotidien, de leurs aspirations, de leurs combats, de leur point commun, celle d’être noire et française. Elles sont artistes, entrepreneuses, intellectuelles. Ces femmes sont françaises, mais leur francité naît et s’épanouit dans des différences culturelles et esthétiques. Avec Alice Diop, Maboula Soumahoro, Isabelle Boni-Claverie, Aline Tacite, Bintou Dembélé, Elisabeth Ndala et Fati Niang.

## Fiche technique
- Titre : Mariannes Noires
- Réalisation : Mame-Fatou Niang, Kaytie Nielsen
- Scénariste : Mame-Fatou Niang, Kaytie Nielsen
- Musique : Alexandre Navarro [1]
- Directeur de la photographie :
- Société de production :
- Durée : 83 minutes
- Format : couleur
- Dates de sortie : 30 Septembre 2016

## Distribution
- Iris Beaumier
- Isabelle Boni-Claverie
- Alice Diop
- Elisabeth Ndala
- Fati Niang
- Maboula Soumahoro
- Aline Tacite

## Analyse
À travers les récits de sept femmes noires françaises, Mame-Fatou Niang analyse la condition noire et féminine en France et pose la question du renvoi permanent aux origines. Il n'existe pas d'identité collective entre ces femmes. Elles ont des parcours différents. Le film montre la manière dont chacune des interviewées pense la question raciale en contexte français. 